# Самые инновационные университеты мира
«Самые инновационные университеты мира» новостного агентства Рейтер представляет собой ежегодный эмпирический рейтинг, который определяет учебные заведения, которые делают максимальные усилия для развития науки, изобретения технологий и выхода на новые рынки.

## Рейтинг
Эмпирические показатели фокусируются на том, как часто университетские патентные заявки выдаются, сколько патентов подано в глобальные патентные ведомства и местные органы власти и как часто патенты университета цитировались другими.
Оцениваются 600 академических и правительственных организаций с наибольшим количеством научных журналов, проиндексированных в Web of Science. Затем этот список сопоставляется с патентами и патентными эквивалентами каждого университета, зарегистрированными в Derwent World Patents Index и Derwent Innovations Index.

## Объём
В рейтинге представлены европейское издание, в котором представлены 100 лучших учреждений в этом регионе издание для Азиатско-Тихоокеанского региона, в котором представлены 75 лучших учреждений и издание, в котором представлены 25 самых инновационных государственных учреждений в мире.
По данным Всемирного экономического форума, университеты из этого списка проводят оригинальные исследования, создают полезные технологии и стимулируют мировую экономику.